# Sprechrhythmus
Unter Sprechrhythmus versteht man die zeitliche Gliederung der gesprochenen Sprache. Er ergibt sich aus der regelmäßigen Wiederkehr von Bewegungen der Atemmuskulatur, die ihren Ausdruck in der zeitlichen Abfolge von betonten und unbetonten Silben findet. Der Rhythmus gehört zusammen mit dem Akzent, der Intonation, dem Sprechtempo und der Quantität zu den so genannten suprasegmentalen Merkmalen gesprochener Sprache, auch Prosodie genannt.

## Die Rhythmik der Sprache in Phonetik und Linguistik

### Die Isochronie-Hypothese
Innerhalb der von dem britischen Phonetiker A. Lloyd James (1940) erstmals in dieser Form getroffenen Unterscheidung zwischen akzentzählenden und silbenzählenden Sprachen geht man mit der Isochronie-Hypothese davon aus, dass bei akzentzählenden Sprachen die Zeit zwischen zwei betonten Silben (bei variierender Silbenlänge) in etwa gleich lang zu sein scheint, während bei den silbenzählenden Sprachen die Silben (bei variierenden Betonungsintervallen) in etwa gleich lang zu sein scheinen.
Die ersten beiden rhythmischen Klassen wurden später um eine dritte Klasse ergänzt, in welcher man von der immer gleich bleibenden Länge einer Mora ausgeht.
Der Kerngedanke dieser Hypothese besteht in der Annahme, es gäbe in jeder Sprache gleich lange (isochrone) Intervalle der einen oder der anderen Art (rhythmische Dichotomie).
| Klasse           | Sprachen |
| ---------------- | --- |
| Akzentzählende   | Englisch, Russisch/andere slawische, Arabisch, Deutsch, Niederländisch, Dänisch, Thai, europäisches Portugiesisch                                          |
| Silbenzählende   | Spanisch, Französisch/andere romanische, Singapur-Englisch (Singlisch), Schweizerdeutsch, Schwedisch, Norwegisch, brasilianisches Portugiesisch, Afrikaans |
| Morazählende     | Japanisch, Estnisch, Sanskrit |
| Unklassifizierte | Tschechisch, Finnisch, Tamil, Griechisch, Polnisch, Katalanisch, …                                                                                         |

### Die Hypothese des physiologischen Rhythmus
Der Linguist und Neurologe Eric Heinz Lenneberg formulierte in seinem Werk Biologische Grundlagen der Sprache (1967) unter anderem die Hypothese eines physiologischen Sprech- und Sprachrhythmus als regelmäßiger Impuls von 160 plus oder minus 20 Millisekunden (also in etwa einer Sechstelsekunde), der den neuromuskulären Automatismen insgesamt und damit auch jenen der Spracherzeugung zugrunde liegt. (im Zuge dessen definierte er die Silbe als Einheit nicht akustischer oder linguistischer, sondern physiologischer Natur).
Der Literaturwissenschaftler und Linguist Hans Lösener führt in Der Rhythmus der Rede: linguistische und literaturwissenschaftliche Aspekte des Sprachrhythmus (1999) als Kritik an der synonymen Verwendung der Begriffe Rhythmus und Metrum (Lennebergs Impuls) einen unkritischen Zugang zu der platonischen Neufestlegung des Rhythmusbegriffs an. Ihm zufolge führt dieser Rhythmusbegriff zu einer Trennung zwischen Rhythmus und Sinn sowie zwischen Metrik und Semantik.
Zugleich beschreibt er die Suche der Rhythmustheorien nach dem Metrum in der Sprache als besonders durch die Faszination bedingt, die es auf die Linguistik als missing link zwischen Sprache und Natur ausübt. In diesem Zusammenhang – das Metrum als Bindeglied zwischen sprachlichem und biologischem – zitiert er Lenneberg als einen Vertreter der auf biologischen Rhythmen basierenden Sprachrhythmik.
Tatsächlich spricht Lenneberg in Biologische Grundlagen der Sprache einmal von einem regelmäßigen Impuls oder Schlag, an dem die rhythmische Struktur festgemacht wird, dann wieder von einem Trägerimpuls mit Modulationen als Rhythmus, und in der Zusammenfassung der betreffenden Ausführungen überhaupt von einer rhythmischen Metrik. Diese wie gleichwertig behandelt erscheinenden Benennungen mögen tatsächlich Hinweise auf eine unkritische Übernahme des platonischen Rhythmusbegriffes sein. Des Weiteren spricht er von den Grundlagen der Sprache als in der physischen Natur des Menschen liegend. Einige seiner darüber hinausgehenden Ausführungen lassen allerdings auf ein Offenlassen der Möglichkeit einer gegenseitigen Bedingtheit von Sprache aus linguistischer und biologischer Sicht schließen.